# Franz Blume
Franz Blume (* 26. September 1905 in Hamburg; † 30. Januar 1988 in Berlin) war ein deutscher KPD-Funktionär, Widerstandskämpfer gegen das NS-Regime und Spanienkämpfer.

## Leben
Blume erlernte den Beruf eines Tischlers. 1922 trat er der SAJ bei und 1926 zum KJVD über. Er war Instrukteur und Mitglied der KJVD-Bezirksleitung Wasserkante. Von 1927 bis 1929 war er wegen „Widerstandes gegen die Staatsgewalt und Rädelsführerschaft“ zu Gefängnisstrafen verurteilt. Von 1931 bis 1933 war er Mitarbeiter des AM-Apparats (Nachrichten- und Abwehrdienst) der KPD-Bezirksleitung Wasserkante. 1932 erhielt er unter dem Decknamen Michael eine nachrichtendienstliche Ausbildung an der M-Schule der Komintern bei Moskau.
Nach der „Machtergreifung“ der Nationalsozialisten 1933 war Blume weiterhin illegal für die KPD in Hamburg tätig. Er wurde bereits Ende April 1933 festgenommen und am 4. Februar 1934 zu drei Jahren Zuchthaus verurteilt. Blume war bis Anfang Juni 1936 in Hamburg-Fuhlsbüttel inhaftiert. Auf Initiative von Anton Saefkow, der seit Herbst 1934 in Fuhlsbüttel inhaftiert war, wurden um die Jahreswende 1934/35 in den Gemeinschaftssälen illegale Parteizellen ins Leben gerufen und eine politische Leitung gebildet, der außer Saefkow Hugo Gill, Fritz Winzer, Gottlieb Weide, Willi Willendorf auch Franz Blume angehörten. Anfang Dezember 1936 wurde Blume erneut verhaftet, am folgenden Tag jedoch wieder entlassen.
Blume emigrierte daraufhin im Januar 1937 nach Dänemark. Ab März 1938 kämpfte er als Angehöriger der Internationalen Brigaden auf Seiten der Spanischen Republik. Blume war Offizier im Edgar-André-Bataillon und wurde schwer verwundet. Im Januar 1939 kam er nach Frankreich und wurde im Lager Saint-Cyprien interniert. 1940 kam Blume in einer Arbeitskompanie, konnte später fliehen und ging nach Marseille. Ab 1942 kämpfte er auf Seiten der französischen Résistance und war mitverantwortlich für die Herausgabe der Zeitung „Soldat am Mittelmeer“, die sich an Wehrmachtsangehörige richtete, sowie für die Erarbeitung, Herstellung und Verbreitung von Flugschriften und -blättern. Er arbeitete hier mit Luise Kraushaar, Max Kahane, Walter Beling und Rudolf Leonhard zusammen. Im Département Gard war er für das Komitee Freies Deutschland für den Westen (KDFW) tätig und hielt Kontakt zum Maquis.
Im August 1945 kehrte Blume nach Hamburg zurück und wurde wieder Funktionär der KPD. 1948 wurde er Archivar bei der Hamburger Volkszeitung, dann Leiter der Kaderabteilung der KPD-Landesleitung Hamburg, später auch Orgsekretär. 1951 übersiedelte er in die DDR und trat dort der SED bei. Von 1952 bis 1957 war er Instrukteur der IG Bau-Holz des FDGB in Dresden. Ab Oktober 1957 war Blume Mitarbeiter beim ZK der illegalen KPD der Bundesrepublik in Berlin.
Blume wurde in der Gräberanlage für Verfolgte des Naziregimes auf dem Zentralfriedhof Friedrichsfelde in Berlin-Lichtenberg beigesetzt.
Franz Blume erhielt 1980 die Ehrenspange zum Vaterländischen Verdienstorden in Gold.